# Eduardo Arroyuelo
Eduardo Arroyuelo (4 de setembro de 1973) é um ator mexicano.

## Filmografia

### Telenovelas
- Prohibido amar (2013) ..... Guillermo Aguilera
- XY. La revista (2009-2011) ..... Tony Hernández/Tony
- La hija del jardinero (2003) ..... Augusto
- Un nuevo amor (2003) ..... Julio Santana
- El país de las mujeres (2002) ..... Raúl
- Todo por amor (2000) ..... Sergio
- Mi pequeña traviesa (1997) ..... Eje 8
- Mi generación (1997) ..... Álvaro Patricio El Rolas Méndez del Valle
- Para toda la vida (1996) ..... Enrique Valdemoros
- María la del Barrio (1995) ..... El Manotas
- Agujetas de color de rosa (1994) ..... Rubén

### Filmes
- Musth (2010) ..... Sandro
- Use As Directed (2008) ..... Homem do Sonho
- 7 días (2005) ..... Claudio Caballero
- Popis (2003) ..... El Papa
- Todos los aviones del mundo (2001) ..... Julián
- Before Night Falls (2000) ..... Adolescente